# Gajówka Zachodnia
Gajówka Zachodnia (prononciation : [ɡaˈjufka zaˈxɔdɲa]) est un village polonais situé dans la gmina de Stoczek dans le powiat de Węgrów et en voïvodie de Mazovie dans le centre-est de la Pologne.
Le village a une population de 71 habitants en 2008

## Histoire
De 1975 à 1998, le village appartenait administrativement à la voïvodie de Siedlce.